# Goede tijden, slechte tijden (seizoen 17)
Het zeventiende seizoen van Goede tijden, slechte tijden startte op 28 augustus 2006. Het seizoen werd elke werkdag uitgezonden op RTL 4. In november 2017 werd het volledige seizoen uitgebracht op dvd.

## Rolverdeling

### Aanvang
Het zeventiende seizoen telde 220 afleveringen (aflevering 3211-3430)
| Acteur               | Personage          | Afleveringen                                       |
| -------------------- | ------------------ | -------------------------------------------------- |
| Jette van der Meij   | Laura Selmhorst    | Hele seizoen                                       |
| Wilbert Gieske       | Robert Alberts     | Hele seizoen                                       |
| Bartho Braat         | Jef Alberts        | Hele seizoen                                       |
| Caroline De Bruijn   | Janine Elschot     | Hele seizoen                                       |
| Erik de Vogel        | Ludo Sanders       | 3211, 3265–3430                                    |
| Charlotte Besijn     | Barbara Fischer    | Hele seizoen                                       |
| Sabine Koning        | Anita Dendermonde  | Hele seizoen                                       |
| Lieke van Lexmond    | Charlie Fischer    | Hele seizoen                                       |
| Koert-Jan de Bruijn  | Dennis Tuinman     | Hele seizoen                                       |
| Joris Putman         | Morris Fischer     | 3211–3334                                          |
| Inge Schrama         | Sjors Langeveld    | Hele seizoen                                       |
| Christophe Haddad    | Nick Sanders       | 3211–3222, 3268–3430 (onderbreking i.v.m. Flexwet) |
| Chris Comvalius      | Dorothea Grantsaan | Hele seizoen                                       |
| Everon Jackson Hooi  | Bing Mauricius     | Hele seizoen                                       |
| Marly van der Velden | Nina Sanders       | 3211–3429 (onderbreking i.v.m. Flexwet)            |
| Mark van Eeuwen      | Jack van Houten    | Hele seizoen                                       |
| Rixt Leddy           | Dian Alberts       | Hele seizoen                                       |
| Carolien Spoor       | Florien Fischer    | 3211–3429                                          |
| Jeffrey Hamilton     | Fos Fischer        | Hele seizoen                                       |
| Ruud Feltkamp        | Noud Mulder        | Hele seizoen                                       |

### Nieuwe rollen
De rollen die in de loop van het seizoen werden geïntroduceerd als belangrijke personages
| Acteur         | Personage       | Afleveringen |
| -------------- | --------------- | ------------ |
| Robin Zijlstra | Milan Verhagen  | 3372–3430    |
| Gigi Ravelli   | Lorena Gonzalez | 3377–3430    |
| Liza Sips      | Vicky Pouw      | 3398–3430    |

### Bijrollen
| Acteur                 | Personage                       | Afleveringen                    |
| ---------------------- | ------------------------------- | ------------------------------- |
| Elly de Graaf          | Rosa Gonzalez                   | 3211–3269, 3428                 |
| Walid Benmbarek        | Mohammed Aydin                  | 3211–3243, 3308–3362            |
| Cynthia de Graaff      | Lidwien van der Schaaf          | 3223–3225, 3298–3306            |
| Ophelia van Keer       | Lieve Schutter/Alexandra Koster | 3233–3270, 3301–3306, 3429–3430 |
| Bata Miodrag Milojevic | Vadim Kadar                     | 3353–3430                       |
| Norbert Kaart          | Joop Reiber                     | 3382–3420                       |